# Thủ tướng Israel
Thủ tướng Israel (tiếng Hebrew: ראש הממשלה, Rosh HaMemshala, nghĩa.Người đứng đầu chính phủ) là người đứng đầu chính phủ của Israel và là nhân vật chính trị quyền lực nhất ở Israel (chức vụ Tổng thống Israel là một vị trí danh dự). Thủ tướng quốc gia này là người đứng đầu cơ quan hành pháp. Nơi cư ngụ chính thức của thủ tướng là Beit Rosh Hamemshala tọa lạc ở Jerusalem. Thủ tướng hiện nay là Benjamin Netanyahu thuộc đảng Likud, đây là nhân vật thứ 15 giữ cương vị này (trừ các thủ tướng lâm thời).

## Lịch sử
Chức vụ thủ tướng ra đời vào ngày 14 tháng 5 năm 1948, ngày của Tuyên ngôn thành lập Nhà nước Israel, khi chính phủ lâm thời đã được thành lập. David Ben-Gurion, lãnh đạo của đảng Mapai và là người đứng đầu của Jewish Agency(1 tổ chức phục quốc Do thái) đã trở thành thủ tướng đầu tiên của Israel. Chức thủ tướng đã trở thành thường trực ngày 08 tháng 3 năm 1949, khi chính phủ đầu tiên được thành lập. Ben-Gurion giữ chức vụ này cho đến cuối năm 1953, khi ông từ chức nhằm giải quyết nội bộ Kibbutz của SDE Boker. Ông được thay thế bởi Moshe Sharett. Tuy nhiên, Ben-Gurion trở lại trong một ít hơn hai năm để giành vị trí của mình. Ông đã từ chức trong một thời gian hai năm 1963, ly khai khỏi Mapai để lập Rafi. Levi Eshkol đã nắm giữ vị trí người đứng đầu Mapai và thủ tướng. Ông trở thành thủ tướng đầu tiên đứng đầu các quốc gia dưới danh nghĩa hai đảng khi Mapai thành lập Alignment với Ahdut HaAvoda vào năm 1965. Năm 1968, ông cũng trở thành lãnh đạo đảng duy nhất để chỉ huy một đa số tuyệt đối trong Knesset, sau khi Mapam và Rafi sáp nhập vào Alignment, khiến đảng này có 63 ghế trong Knesset 120 ghế.
Ngày 26 Tháng Hai 1969, Eshkol trở thành thủ tướng đầu tiên qua đời khi đang tại vị, và đã tạm thời được thay thế bằng Yigal Allon. Tuy nhiên, nhiệm kì của Allon kéo dài ít hơn một tháng, do các đảng đã thuyết phục Golda Meir quay về đời sống chính trị và trở thành thủ tướng vào tháng 3 năm 1969. Meir là nữ thủ tướng đầu tiên của Israel, và là nữ thủ tướng thứ ba trên thế giới (sau Sirimavo Bandaranaike và Indira Gandhi).
Meir từ chức vào năm 1974 sau khi Ủy ban Agranat công bố kết quả điều tra về chiến tranh Yom Kippur, ngay cả khi cơ quan này đã tuyên bố bà miễn trách. Yitzhak Rabin đã giữ chức vụ này, mặc dù ông cũng đã từ chức khi kết thúc nhiệm kỳ Knesset thứ 8 sau một loạt các vụ bê bối trong đó có tự tử của Bộ trưởng Bộ Nhà ở Avraham Ofer sau khi cảnh sát bắt đầu điều tra cáo buộc ông đã sử dụng quỹ đảng bất hợp pháp, và Asher Yadlin (thống đốc-được chỉ định của Ngân hàng Israel) bị kết án năm năm tù giam vì tội nhận hối lộ. Vợ của Rabin, Leah, cũng đã bị phát hiện có một tài khoản ở nước ngoài, đây là điều bất hợp pháp tại Israel vào thời điểm đó.
Menachem Begin trở thành thủ tướng cánh hữu đầu tiên khi ông Likud thắng trong cuộc bầu cử cuộc bầu cử năm 1977, và giữ chức vụ này trong các cuộc bầu cử năm 1981. Ông đã từ chức vào năm 1983 vì lý do sức khỏe, chuyển quyền cho Yitzhak Shamir.
Sau khi cuộc bầu cử 1984 đã có kết quả không có đảng nào (Alignement hay Likud) có thể thành lập một chính phủ, một chính phủ thống nhất dân tộc đã được thành lập với một chức thủ tướng luân phiên - Shimon Peres nắm giữ hai năm đầu tiên, và được thay thế giữa nhiệm kỳ bởi Shamir, theo nhiệm kỳ của Knesset.
Mặc dù cuộc bầu cử năm 1988 đã mang tới kết quả một chính phủ đoàn kết dân tộc, Shamir đã có thể giữ chức thủ tướng một mình. Peres đã nỗ lực nhưng không thành công trong việc lập một chính phủ cánh tả vào năm 1990, để lại quyền lực cho đến khi Shamir cho đến năm 1992.
Rabin trở thành thủ tướng lần thứ hai khi ông lãnh đạo Đảng Lao động chiến thắng trong các cuộc bầu cử năm 1992. Sau vụ ám sát ông vào ngày 04 tháng 11 năm 1995, Peres đã đảm nhận chức vụ thủ tướng.

## Danh sách thủ tướng Israel
- David Ben-Gurion (tháng 5 năm 1948 - tháng 1 năm 1954; tháng 11 năm 1955 - tháng 6 năm 1963)
- Moshe Sharett (tháng 1 năm 1954 - tháng 11 năm 1955)
- Levi Eshkol (tháng 6 năm 1963 - tháng 2 năm 1969)
- Yigal Allon (quyền Thủ tướng, tháng 2 năm 1969 - tháng 3 năm 1969)
- Golda Meir (tháng 3 năm 1969 - tháng 6 năm 1974)
- Yitzhak Rabin (tháng 6 năm 1974 - tháng 6 năm 1977; tháng 7 năm 1992 - tháng 11 năm 1995)
- Menachem Begin (tháng 6 năm 1977 - tháng 10 năm 1983)
- Yitzhak Shamir (tháng 10 năm 1983 - tháng 9 năm 1984; tháng 10 năm 1986 - tháng 7 năm 1992)
- Shimon Peres (tháng 9 năm 1984 - tháng 10 năm 1986; tháng 11 năm 1995 - tháng 6 năm 1996)
- Benjamin Netanyahu (tháng 6 năm 1996 - tháng 7 năm 1999; tháng 3 năm 2009 - tháng 6 năm 2021; tháng 12 năm 2022 - nay)
- Ehud Barak (tháng 7 năm 1999 - tháng 3 năm 2001)
- Ariel Sharon (tháng 3 năm 2001 - tháng 6 năm 2006)
- Ehud Olmert (tháng 6 năm 2006 - tháng 3 năm 2009)
- Naftali Bennett (tháng 6 năm 2021 - tháng 6 năm 2022)
- Yair Lapid (tháng 7 năm 2022 - tháng 12 năm 2022)